# وليم فرانك باكلي الأب
وليم فرانك باكلي الأب (بالإنجليزية: William Frank Buckley, Sr.)‏ هو شخصية أعمال ومحامي أمريكي، ولد في 11 يوليو 1881 في Washington-on-the-Brazos, Texas ‏ في الولايات المتحدة، وتوفي في 5 أكتوبر 1958 في نيويورك في الولايات المتحدة بسبب سكتة.